# .va
.va je internetová národní doména nejvyššího řádu pro Městský stát Vatikán. Doménu spravuje Internetový úřad Svatého stolce. Registrace domén není dostupná veřejnosti.

## Doménová jména

### Začínající na „www“
- Hlavní stránka Vatikánu:
  - www.vatican.va[1]
- Vláda Městského státu Vatikán:
  - www.vaticanstate.va[2]
- Papežská farnost sv. Anny ve Vatikánu:
  - www.santanna.va[3]
- Vatikánský apoštolský archiv:
  - www.archivioapostolicovaticano.va[4]
  - asv.vatican.va[4]
- Vatikánská knihovna:
  - www.vaticanlibrary.va[5]
  - bav.vatican.va[5]
- Úvodní stranka vatikánských novin:
  - www.osservatoreromano.va[6]
- Apoštolská penitenciárie:
  - www.paenitentiaria.va[7]
  - www.penitenzieria.va[7]
- Pontificie Opere Missionarie:
  - www.ppoomm.va[8]

### Začínající bez „www“
- Vatikánská muzea:
  - mv.vatican.va[9]

### Jmenné servery a servery pro email pro zónu .va
- john.vatican.va (DNS a email)
- michael.vatican.va (DNS)
- paul.vatican.va (email)
- lists.vatican.va (email)
- vatiradio.va (email)

Některé sekundární jmenné servery DNS, které Vatikán používá, jsou pojmenované po egyptských božstvech, například:
- seth.namex.it
- osiris.namex.it